# Hennadij Orbu
Hennadij Hryhorowycz Orbu, ukr. Геннадiй Григорович Орбу, ros. Геннадий Григорьевич Орбу, Giennadij Grigorjewicz Orbu (ur. 23 lipca 1970 w Makiejewkie, w obwodzie donieckim, Ukraińska SRR) – ukraiński piłkarz grający na pozycji pomocnika, reprezentant Ukrainy, trener piłkarski.

## Kariera piłkarska

### Kariera klubowa
Wychowanek Szkoły Piłkarskiej Kirowec Makiejewka, w którym rozpoczął karierę piłkarską. W 1992 przeszedł do Szachtara Donieck. W 1996 po zaproszeniu Wiktora Prokopenki wyjechał do Rosji, gdzie bronił barw Rotoru Wołgograd. 16 marca 1997 występował jeszcze w składzie Rotoru, a już 19 marca 1997 ponownie bronił barw Szachtara w meczu mistrzostw Ukrainy. W 2000 pokłócił się z trenerem Prokopenkiem, i został latem sprzedany do Worskły Połtawa. Potem ponownie wyjechał do Rosji, gdzie został piłkarzem Sokoła Saratów, w którym zakończył karierę piłkarską.

## Kariera reprezentacyjna
13 listopada 1994 roku debiutował w narodowej reprezentacji Ukrainy w wygranym 3:0 meczu kwalifikacyjnym do Euro-96 z Estonią. Łącznie rozegrał 17 gier reprezentacyjnych.

## Kariera trenerska
Po zakończeniu kariery piłkarskiej rozpoczął pracę trenerską. Od 2003 poszukiwał talenty dla Szachtara Donieck. Od 2009 pomagał trenować piłkarzy klubu Zoria Ługańsk, a od 10 grudnia 2010 roku Illicziweć Mariupol. W lipcu 2011 wrócił do Szachtara, w którym został zatrudniony jako skaut, a 9 kwietnia 2013 zastąpił trenera młodzieżówki Serhija Popowa. 10 czerwca 2013 przeniósł się do FK Sewastopol, gdzie trenował młodzieżową drużynę U-21, a od 11 lipca 2013 pełni obowiązki głównego trenera klubu z Sewastopola. 20 września 2013 został zatwierdzony na stanowisku głównego trenera sewastopolskiego klubu, ale wkrótce 27 listopada 2013 został zwolniony z zajmowanego stanowiska. 2 czerwca 2014 stał na czele łotewskiego FC Daugava. Ale z przyczyn rodzinnych był zmuszony na początku sierpnia 2014 podać się do dymisji.

## Sukcesy i odznaczenia

### Sukcesy klubowe
- wicemistrz Ukrainy: 1997, 1998, 1999, 2000, 2001
- wicemistrz Rosji: 1997
- brązowy medalista Mistrzostw Rosji: 1996
- zdobywca Pucharu Ukrainy: 1995, 1997

### Sukcesy indywidualne
- wybrany do listy 33 najlepszych piłkarzy roku Ukrainy: 1999 (nr 3)